# Juan Manuel Torres Sáenz
Juan Manuel Torres Sáenz (Minatitlán, Veracruz, 5 de abril de 1938-Ciudad de México, 17 de marzo de 1980) fue un escritor, traductor, guionista y cineasta mexicano. Autor del libro de relatos El viaje (Joaquín Mortiz, 1969) y de la novela Didascalias (Era, 1970). Entre 1962 y 1968 estudió en la Escuela Nacional de Cine, Televisión y Teatro Leon Schiller de Lodz, Polonia. Regresó a México y dirigió las cintas La otra virginidad (1974), La vida cambia (1975), El mar (1976) y La mujer perfecta (1977). En 1975 ganó el Ariel de Oro a Mejor Película (junto con Emilio Fernández por La Choca) y el Ariel de Plata a Mejor Dirección por La otra virginidad. Murió en un accidente automovilístico en la madrugada del 17 de marzo de 1980, cuando el coche que conducía se estrelló en la calzada de Tlalpan, poco antes de cumplir 42 años de edad.

## Biografía
Juan Manuel Torres Sáenz nació en Minatitlán, Veracruz, el 5 de abril de 1938. Fue hijo de Juan Torres Palafox y Julia Sáenz Coutignho. A los dos años de edad, se mudó con sus padres y su hermana mayor, Irma, a Coatzacoalcos, donde abrieron una panadería. Siendo adolescente, falleció su padre y su madre lo mandó a estudiar a la Ciudad de México, en el Colegio Williams. Cursó la preparatoria en el Instituto Vasco de Quiroga, y, después de abandonar carreras que no le interesaban, en 1959 entró a la UNAM a estudiar Psicología, que en ese entonces se impartía en la Facultad de Filosofía y Letras.
Durante este periodo de formación universitaria, Torres vivió en una casa de huéspedes en la colonia Roma y trabó una gran amistad con otro joven residente en una casa de huéspedes cercana, José Carlos Becerra. En esa época conoció también a quien sería uno de sus mejores amigos, Sergio Pitol. Adscrito a la Juventud Comunista y miembro del grupo «Miguel Hernández» (una asociación de jóvenes españoles que más tarde fundarían una de las células intelectuales del Partido Comunista: Quinto Regimiento), se aficionó al cine y a los cineclubes, y comenzó a escribir y publicar con cierta frecuencia. También participó en los talleres del Centro Mexicano de Escritores, dirigidos por Juan Rulfo y Arturo Souto Alabarce.
En 1962, Torres obtuvo una beca para estudiar dirección cinematográfica en la Escuela Nacional de Cine, Televisión y Teatro Leon Schiller de Lodz, Polonia, a donde partió de inmediato. Ahí fue alumno de Andrzej Wajda, condiscípulo de Krzysztof Kieslowski y trabó amistad con Roman Polanski. En Honoratka, una cafetería frecuentada por cineastas y alumnos de la escuela de cine, conoció a Jolanta Garbowska (Varsovia, enero de 1937), hija del cineasta Wladyslaw Garbowski, con quien se casaría el 9 de marzo de 1963. Casi un año después nacería la hija de ambos, Claudia Torres (4 de febrero de 1964).
Enamorado de la cultura y la literatura del país, Torres no tardó en dominar el polaco y empezar a traducir a Bruno Schulz y a Witold Gombrowicz al español, mientras se formaba como director y guionista y escribía el que sería su primer y único libro de cuentos, El viaje. En Polonia, Torres conoció y se hizo amigo del cineasta mexicano Sergio Olhovich, quien residía en Rusia. Ahí también afianzó su amistad con Sergio Pitol, quien vivió en Varsovia de 1963 a 1966. Fue Torres quien introdujo a Pitol en la cultura polaca. Ambos autores compartieron viajes frecuentes, proyectos de traducción en común y una amplia correspondencia. Esta amistad dio lugar a una influencia mutua en sus obras literarias. Pitol retrató en la ficción a su amigo en dos de sus mejores cuentos: «Vals de Mefisto» y «Nocturno de Bujara». Al comparar los cuentos «Hacia Varsovia», de Pitol, y «En el verano», de Torres, es fácil notar que comparten similitudes evidentes “incluso en algunos detalles concretos de su trama, que casi podrían haber sido firmados, salvando ciertas distancias, por uno u otro indistintamente”.
Cuando terminó sus estudios, en diciembre de 1968, Torres regresó a México con su esposa y su hija, y casi de inmediato comenzó a trabajar como redactor de textos publicitarios en la agencia McCann Erickson y a dedicarse de tiempo completo al cine y la televisión. Fue jefe de escritores de la primera temporada de Plaza Sésamo, que comenzó a televisarse en México en 1972. En cine, en 1970, escribió el argumento (e hizo la adaptación junto con Mauricio Walerstein) de la película Fin de fiesta, dirigida por Walerstein, por la que Torres sería nominado al Ariel 1971 para Mejor Argumento. También en 1970 comenzó a filmar en los Estudios Churubusco el episodio “Yo” de la película Tú, yo, nosotros (Jorge Fons dirigió el episodio “Tú” y Gonzalo Martínez, “Nosotros”. El argumento de cada episodio es de su director, y los tres fueron nominados al Ariel 1971 por Mejor Argumento y Guion Cinematográfico). A mediados de 1971, comenzó a filmar su película Diamantes, oro y amor, con un argumento suyo adaptado junto con Eduardo Luján. En 1972 escribió, junto con Luis Carrión, el guion de La otra virginidad, película que comenzó a filmar en junio del año siguiente, y con la que ganaría en 1975 el Ariel de Oro a Mejor Película (junto con Emilio Fernández por La Choca) y el Ariel de Plata a Mejor Dirección. En esa película, con argumento suyo y adaptación suya y de Luis Carrión, actuaron Leticia Perdigón, Valentín Trujillo, Arturo Beristain y Meche Carreño. Durante el rodaje inició una relación amorosa con esta última actriz y se separó de su esposa, quien regresó a Polonia junto con su hija. Torres vivió con Meche Carreño de 1976 a 1978 y tuvieron un hijo, Juan María Torres Carreño.
Meche Carreño fue protagonista de sus siguientes tres largometrajes: La vida cambia (estrenada en 1976), El mar (estrenado en 1977) y La mujer perfecta (estrenada en 1978); ambos terminaron su relación en 1979.
Al momento de su deceso, Torres vivía con la actriz Delia Casanova, con quien había iniciado una relación tras la ruptura con Carreño. Dejó inconclusos los guiones de El largo y hermoso reinado de Ana Primera (coescrito con Gerardo de la Torre), Días de sol y Las lágrimas de la mujer cocodrilo, así como las novelas Mi adorada Emy y Los soñadores. Sus restos se encuentran en el Panteón Cipreses.

## Obra literaria
Sus primeros siete relatos, escritos en México, se publicaron entre 1961 y 1963 en la Revista Mexicana de Literatura, Revista de la Universidad de México, Cuadernos del Viento y S.Nob, con algunas reimpresiones en México en la Cultura, el Anuario del cuento mexicano de 1962 y el de 1963. De ese periodo es también su plaquette Las divas, breve ensayo sobre el arte, el cine y las actrices más célebres del cine mudo italiano.
En Polonia escribió su libro de relatos El viaje, que dio a la imprenta a su regreso, a fines de 1968. El libro fue publicado por Joaquín Mortiz, en la Serie del Volador, en abril de 1969. Al año siguiente, en octubre, apareció su única novela, Didascalias (Era, 1970), que fue también su último libro.
El viaje tuvo una buena acogida: se escribieron varias reseñas y se habló de él. En cambio, el número de reseñas sobre Didascalias fue menor y menos entusiasta, y recibió algunas críticas desfavorables por parte de Federico Campbell y Carlos Monsiváis, aunque fue positivamente valorado por Carlos Fuentes, ya entonces uno de los escritores más reconocidos en México y en el extranjero. Se lo contaba el propio Torres, en una carta, a Sergio Pitol: «El único de verdad entusiasmado es Carlos Fuentes. Incluso me ha dicho que está escribiendo algo y que en una entrevista que le hicieran para Visión se la pasó hablando de mí. Por lo visto estoy destinado a escribir solo para él. Todo lo que yo esperaba que significase este libro lo ha significado solo para Fuentes» (15 de diciembre de 1970).
En la década de los años 70, Torres se dedicó al cine, no volvió a publicar otro libro y, con la excepción de algún éxito ocasional —como la inclusión de uno de sus cuentos en la antología Onda y escritura en México (1971), de Margo Glantz—, su obra literaria fue cayendo en el olvido, aunque también es cierto que con los años se ha ido convirtiendo en un autor de culto.
La literatura de Juan Manuel Torres comparte con varios de los escritores de la generación de medio siglo mexicano una sensibilidad estética semejante y preocupaciones comunes: cosmopolitismo, sacralización del arte, narrativas experimentales e intimismo.También se le ha revalorado recientemente como pionero de la narrativa autoficcional: “a Torres puede considerársele un pionero de la autoficción en México y [es gracias a eso] que la originalidad de su obra puede ser parcialmente revalorada. Lo atrevido de su planteamiento autoficcional, que hoy resulta cotidiano, no fue entendido por muchos en su día, especialmente en lo que fue en gran medida la continuación de El viaje, su novela Didascalias”

## Obras

### Ensayo
Las divas (1962) Plaquette

### Narrativa
El viaje (1969)
Didascalias (1970)
El mar (1967) Plaquette

### Antologías y compilaciones de su obra
Juan Manuel Torres, selección y nota introductoria de Gerardo de la Torre (Material de Lectura, UNAM, 1983)
Obras completas de Juan Manuel Torres. Tomo 1: Cuentos y relatos, introducción y notas de José Luis Nogales Baena (Nieve de Chamoy, Instituto Veracruzano de la Cultura, Universidad Veracruzana, 2020)
Obras completas de Juan Manuel Torres. Tomo 2: Traducciones y correspondencia, introducción y notas de José Luis Nogales Baena (Nieve de Chamoy, Instituto Veracruzano de la Cultura, Universidad Veracruzana, 2021)

### Filmografía
Tú, yo, nosotros. Dirección y guion del episodio “Yo” (1970)
Fin de fiesta. Guion escrito con Mauricio Walerstein. Dir. Mauricio Walerstein (1971)
Diamantes, oro y amor. Dirección y guion, escrito con Eduardo Luján (1971)
La otra virginidad. Dirección y guion, escrito con Luis Carrión [título original: Los pequeños amores] (1974)
La vida cambia. Dirección y guion (1975)
El mar. Dirección y guion, escrito con Eduardo Luján [basado en el cuento «El mar», de Juan Manuel Torres] (1976)
La mujer perfecta. Dirección y guion (1977)